# Villardondiego
Villardondiego es un municipio de España, en la provincia de Zamora, comunidad autónoma de Castilla y León. Tiene una superficie de 23,63 km² con una población de 112 habitantes y una densidad de 4,74 hab/km².

## Etimología
Villar y sus variantes (Villares, Villarino o Villarejo) es uno de los topónimos más abundantes en la provincia, tanto de la toponimia mayor (Villar de Fallaves, Villar de Farfón, Villar de los Pisones, Villar del Buey, Villaralbo, Villardeciervos, Villardiegua de la Ribera, Villarejo de la Sierra, Villarino de Cebal, Villarino de Manzanas, Villarino de Sanabria, Villarino Tras la Sierra), como de la toponimia menor. Son topónimos que proceden del «villare» latino que a su vez deriva de «villa», palabra que primitivamente significó explotación agraria, luego aldea, más tarde, ya en la última época romana y en los principios de la Alta Edad Media pequeña ciudad con municipio. El derivado «villare» es, al principio, una explotación desgajada del fundo primitivo que más tarde fue fundo y que en ocasiones terminó siendo una aldea, y en otras incluso una villa. Es decir, «villare» y por tanto villar, se refiere a una localidad más pequeña que el núcleo de población designado por villa, por lo que, en general, los «villare» son más pequeñas y de menor categoría histórica y administrativa que los núcleos de población conocidos por un topónimo compuesto cuyo primer elemento es villa o villas. Además los topónimos villa se suelen deber a la repoblación cristiana de los siglos X, XI y XII, pues villa parece haber sido el apelativo con el significado de población, villa, aldea, etc. preferido por los repobladores medievales, mientras que los llamados villar, villares, villarejo o villarino proceden directamente asentamientos de época romana, como atestiguan los abundantes restos romanos que suelen ofrecer, sobre todo cerámica y tégulas.

## Historia

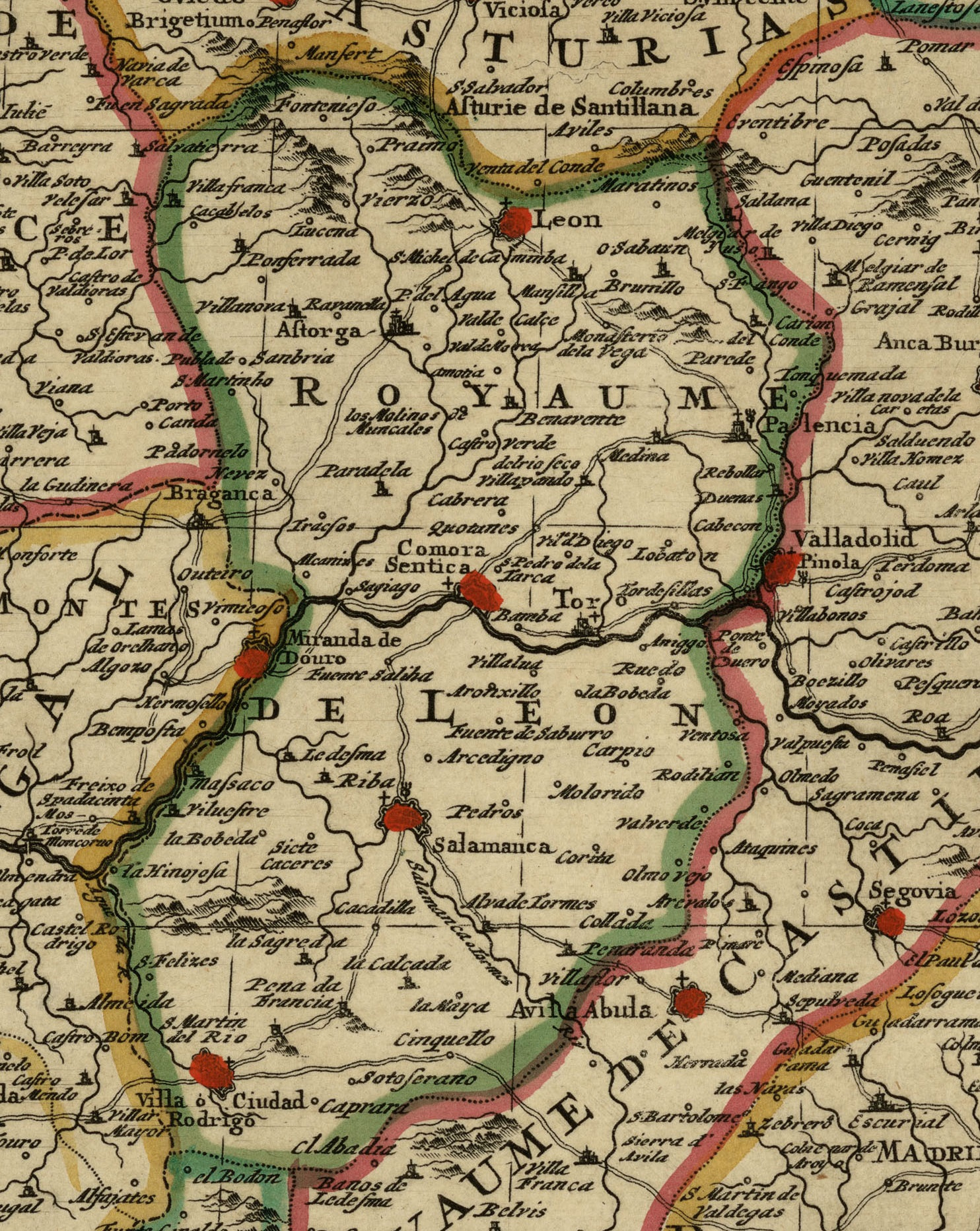
Detalle del mapa Carte Generale des Royaumes d'Espagne & de Portugal avec leurs principales divisions &c., realizado en 1705, en el que se puede observar Villardondiego

La primera parte del nombre de esta localidad "Villar" remite al latín "Villaris" que significa Pueblo pequeño, mientras que Don Diego parece indicar la pertenencia a un noble. Este hecho podría llevar a que un tal Diego fue presumiblemente el encargado de llevar a cabo la refundación de la localidad en la Edad Media, dentro del proceso repoblador llevado a cabo en el Alfoz de Toro por la monarquía leonesa.
En todo caso, desde las Cortes leonesas de 1188, Villardondiego fue una de las localidades representadas por la ciudad de Toro en Cortes, siendo una de las que integró posteriormente la provincia de Toro.
No obstante, al crearse las actuales provincias en la división provincial de 1833, Villardondiego quedó encuadrado en la provincia de Zamora, dentro de la Región Leonesa.

## Geografía humana

### Demografía
Cuenta con una población de 127 habitantes (INE 2024).
| Gráfica de evolución demográfica de Villardondiego entre 1842 y 2021                                                                                                  |
| |
| Población de derecho según los censos de población del INE Población de hecho según los censos de población del INEEn este censo se denominaba Villar Don Diego: 1842 |

## Patrimonio
Destaca la iglesia parroquial, bajo la adveración de la natividad de Nuestra Señora (Santa María), la cual guarda en su interior una bellísima custodia de gran valor artístico, un crucifijo tamaño natural del siglo XIV acompañado de dos imágenes barrocas. Acoge también dos tablas pintadas que proceden de la antigua ermita -del siglo XVI-, una imagen de la Inmaculada barroca, al igual que el retablo mayor con la imagen del titular San Juan Bautista, mientras que los retablos laterales, también barrocos, están datados en el XVI. Construida a finales del XVI y principios del XVII es de estilo renacentista, con bóveda redonda y pilastras cuadradas. Dispone de tres naves, dos laterales de bóveda de arista.
Sobre un cerro que domina el paisaje del pueblo, encontramos la ermita de Gracia: un bello espacio para alojar a La Virgen del mismo nombre sobre un retablo barroco adornado de vegetales junto a una hornacina del siglo XVIII con una imagen desnuda del niño Jesús. La imagen de la Nuestra Señora de Gracia (que fue en otra época Virgen del Rosario) adquiere valor artístico gracias a los oropeles con la que la visten los devotos en la tradicional procesión de la Romería que antes se celebraba en Pentecostés aunque ahora se haya trasladado la fecha al mes de agosto.

## Fiestas
Fundamentalmente se celebran las fiestas patronales de La Virgen María de Gracia en el mes de agosto, aprovechando el incremento numérico de población que propician los emigrantes en su regreso estival.